# كريستوف باربييه
كريستوف باربييه (بالفرنسية: Christophe Barbier)‏ هو صحفي فرنسي، ولد في 25 يناير 1967 في Sallanches ‏ في فرنسا.
سبق له الفوز بجائزة كومبور شاتوبريان.

## وصلات خارجية
- كريستوف باربييه على موقع IMDb (الإنجليزية)
- كريستوف باربييه على موقع ألو سيني (الفرنسية)
- كريستوف باربييه على موقع قاعدة بيانات الفيلم (الإنجليزية)
- كريستوف باربييه على موقع كينوبويسك (الروسية)